# 耿鉴庭
耿鉴庭（1915年10月15日—1999年7月20日），江苏扬州人。现代著名中医学家，医学史学家，中国农工民主党党员。
其父耿耀庭为扬州著名儒医，名声卓著，其家所居里巷得名耿家巷。耿鉴庭幼承家学，十四岁完成儒家经典教育，后专攻医学，遍读医宗典籍，并随父应诊，打下了坚实的中医理论基础。十八岁起独立坐诊。二十岁进入入江苏省立医政学院（即今南京医科大学）深造，掌握了西方现代医学的知识，成为中西医兼通的人才。
耿鉴庭于文史方面也涉猎颇广，在训诂学、目录学、金石学、文物考古学以及昆曲等领域亦造诣颇深。此外，他致力于扬州文献、文物的搜集和保护，对医药文献、文物的保存整理也做出了重要贡献。

## 生平
- 1915年10月15日出生于中医世家，其家族在扬州行医六代，专攻中医耳鼻喉科。

- 1932年开始独立应诊。1934年进入江苏省立医政学院（今南京医科大学）学习西医。

- 抗战期间与扬州文化界人士发起建立“涛社”学术团体，托明末遗民石涛喻反抗之意。

- 抗战胜利后积极参与上海医史博物馆的建立。

- 1950年6月任第一届全国卫生行政会议筹备会苏北支会委员。

- 1951年9月任扬州市医师协进会委员兼组织教育股股长。

- 1950年代初任苏北文物保管委员会常务委员，苏北学校卫生委员会委员，中华医史学会经济委员会委员，扬州市文代大会代表，苏北文联委员。

- 1950-1954年间被选为扬州市第二届、第三届人民代表会议代表。

- 1955年底赴北京参加中国中医研究院筹建工作。

- 1955年12月任中国中医研究院编审室编审。

- 1956年加入中国农工民主党。

- 1958年6月任中华医学会北京分会常务理事。

- 1959年月任《人民保健》杂志常务编辑。

- 1959年参加医疗队驻酒泉钢铁公司10个月。

- 1955-1960年任中华医学会北京分会医史学会主任委员。

- 1963年调西苑医院耳鼻喉科。

- 1976年参加《中华人民共和国药典》的编纂工作。

- 1978年任中国中医研究院全国中医中心图书馆馆长，同时任研究生导师。

- 1979年7月晋升为研究员。

- 1979年9月任中华医学会第一届全国医史学会副主任委员、中华医学会理事、《中华医史杂志》副总编辑、《医学百科全书·医史分册》编辑。

- 1980年2月任国家科委预防医学组委员。

- 1980年3月任中医杂志编委会编委。

- 1980年4月任国务院鉴真遗像归国迎接委员会委员。

- 1980年12月任中医古籍出版社副社长兼总编辑。

- 1981年3月任卫生部科学委员会委员。

- 1981年4月任中医古籍出版社社长。

- 1983年4任国务院古籍整理出版规划小组成员。

- 1984年4月任北京市人民政府医药工业顾问组顾问。

- 1984年12月任中日友好医院专家委员会委员。

- 1985年2月任张仲景国医大学名誉教授。

- 1985年5月任中华中医业余自修大学副校长兼教务长。

- 1985年8月任中国中医研究院专家咨询委员会委员。

- 1986年4月任北京中医学院名誉教授。

- 1987年11月任开封大相国寺重铸针灸铜人鉴定委员会主任委员、中国中医研究院研究生部客座教授。

- 1988年1月任北京市老年中医专家研究所所长。

- 1990年9月获国务院特殊津贴。

- 1995年被选入《剑桥名人录》。

- 1999年7月20日去世，时任中共中央总书记、国家主席江泽民致唁电。

## 部分著作
- 《痄腮中医疗法》 （科学普及出版社，1956）

- 《浮肿病中医简易方选》 （人民卫生出版社，1961）

- 《款冬旋覆足征录》 （1978）

- 《鉴真东渡》 （与张慰风合著，中华书局，1980）

- 《中日文化交流的使者——鉴真大师》 （1980）

- 《石室秘录临症一百二十八法》 （1984）

- 《重订<本草征要>》 （1986）

- 《喉科正宗》 （广西人民出版社，1990）

- 《咽喉科传灯录》 （中国中医药出版社，1992）